# Ursula Schulz-Dornburg
Pour les articles homonymes, voir Schulz et Dornburg.
Ursula Schulz-Dornburg née en 1938 à Berlin, est une photographe allemande. Elle vit à Düsseldorf. Sa pratique s'inscrit dans une perspective archéologique. Elle produit des images en Noir et Blanc qui relèvent à la fois de la photographie documentaire et politique.

## Biographie
Ursula Schulz-Dornburg étudie l'anthropologie à Munich. Elle s'installe à New York avec son mari et ses enfants. Elle découvre Robert Franck, Walker Evans et Edward Ruscha. Dans les années 1970, elle retourne vivre en Allemagne. Elle utilise la photographie comme outils auprès d'enfants et de toxicomanes.
Ursula Schulz-Dornburg explore les frontières, les zones de conflits, l’architecture, l’impact humain sur l’environnement et les paysages. Elle voyage en Arménie, Syrie, Irak, Jordanie, Kazakhstan, Russie, Géorgie. Elle recherche les traces que les êtres humains ont laissées dans le paysage.
En 1983, Ursula Schulz-Dornburg part avec deux ethnologues et un architecte pour un voyage de recherche, sur l'île Tana Toraja en Sulawesi. L'expédition est initié par l’Institut royal tropical d’Amsterdam, pour explorer les modèles changeants de l’architecture et du symbolisme chez les Sa’dan Toraja. Sur le chemin du retour, Ursula Schulz-Dornburg est fascinée par les maisons traditionnelles des populations Bugis ou To-Ugiq. Elle prend le temps de photographier les habitations, tout en pensant que le monde contemporain laissera peu de place à la tradition et que ces architectures complexes vont disparaître.
En 1996 et 1997, Ursula Schulz-Dornburg parcourt l'Arménie avec une petite caméra portative. Elle enregistre les restes de l’architecture soviétique qu'elle trouve lors de ses promenades dans la capitale d’Erevan. De retour en Allemagne, elle fait un carnet de croquis à partir des films. Elle photographie les abribus construits en béton dans des zones désertiques.
Au Kazakhstan, elle photographie le site d’essais nucléaires de Semipalatinsk, démantelé en 1991.
En 2019, la Maison européenne de la photographie lui consacre à Paris une rétrospective de l'ensemble de son travail réalisé entre 1980 et 2012.

## Expositions
- Sonnenstand,  Art Institute of Chicago, 1997
- Objectivités - La photographie à Düsseldorf, Musée d’Art Moderne de la Ville de Paris, Paris, 2008
- Architekturen des Wartens, Musée Ludwig, Cologne, 2004
- From Medina to Jordan Border, Pergamonmuseum, Berlin, 2011[7]
- The land in-between,  Photographs from 1980 to 2012, Städel Museum, Francfort-sur-le-Main, 2018[2]
- No man’s land, British Museum, 2018[8]
- Zone gris / The land between, MEP, Paris, 2019[5]
- Verschwundene Landschaften, Berlin, 2021[9]
- Niemandslicht, Fondation A Stichting, Bruxelles, 2023[10]